# Нікос Ліберопулос
Нікос Ліберопулос (грец. Νίκος Λυμπερόπουλος, * 4 серпня 1975, Філіатра) — колишній грецький футболіст, нападник.
Насамперед відомий виступами за клуби «Панатінаїкос» та АЕК, а також національну збірну Греції, у складі якої був учасником двох чемпіонатів Європи.

## Клубна кар'єра
У дорослому футболі дебютував 1994 року виступами за команду клубу «Каламата», в якій провів три сезони, взявши участь у 78 матчах чемпіонату. 
Своєю грою за цю команду привернув увагу представників тренерського штабу клубу «Панатінаїкос», до складу якого приєднався 1996 року. Відіграв за клуб з Афін наступні сім сезонів своєї ігрової кар'єри. Більшість часу, проведеного у складі «Панатінаїкоса», був основним гравцем команди. У складі «Панатінаїкоса» був одним з головних бомбардирів команди, маючи середню результативність на рівні 0,39 голу за гру першості.
2003 року уклав контракт з клубом АЕК, у складі якого провів наступні п'ять років своєї кар'єри гравця. Граючи у складі клубу АЕК також здебільшого виходив на поле в основному складі команди. В новому клубі був серед найкращих голеодорів, відзначаючись забитим голом в середньому щонайменше у кожній другій грі чемпіонату.
Протягом 2008—2010 років досвідчений форвард виступав у Німеччині, захищаючи кольори команди клубу «Айнтрахт».
2010 року 34-річний нападник повернувся до Греції і уклав новий контракт з клубом АЕК. Влітку 2011 року подовжив угоду з клубом ще на один рік, по завершенні якого закінчив ігрову кар'єру.

## Виступи за збірну
1996 року дебютував в офіційних матчах у складі національної збірної Греції. 
У складі збірної був учасником чемпіонату Європи 2008 року в Австрії та Швейцарії. Згодом був заявлений до складу збірної на Євро-2012, в рамках якого зіграв свій останній матч за збірну у чвертьфіналі проти Німеччини (2:4). Всього провів у формі головної команди країни 76 матчів, забивши 13 голів. 

## Титули і досягнення

### Командні
- Володар Кубка Греції (1):

АЕК: 2010–11

### Особисті
- Грецький футболіст року (3):

2000, 2006, 2007
- Найкращий бомбардир Альфа Етнікі (2):

2002-03, 2006-07